# Alvorada do Norte
Alvorada do Norte is een gemeente in de Braziliaanse deelstaat Goiás. De gemeente telt 8.666 inwoners (schatting 2009). De plaats ligt aan de Corrente met aan de overzijde Simolândia.

## Verkeer en vervoer
De plaats ligt aan de radiale snelweg BR-020 tussen Brasilia en Fortaleza. Daarnaast ligt ze aan de wegen GO-108, GO-112 en GO-236.